# Gioacchino Altobelli

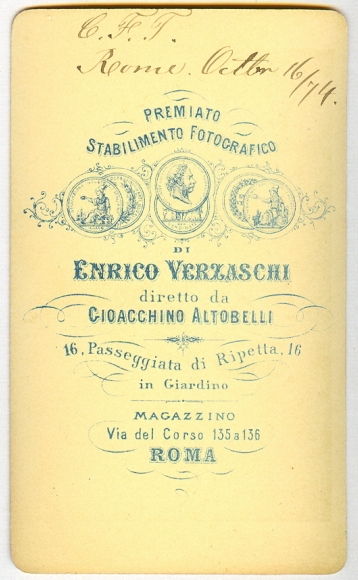
Logo sul retro di una "carte de visite"

Gioacchino Altobelli (Terni, 1814 – post 1878) è stato un pittore e fotografo italiano.

## Biografia
Trasferendosi a Roma (presumibilmente con la famiglia) attorno al 1830, Gioacchino Altobelli tra il 1833 e il 1841 studia da pittore sotto la guida di Tommaso Minardi, che aveva allora studio al Palazzo Colonna in piazza santi Apostoli.
A quarant'anni figura ancora nella categoria dei pittori, nell'Almanacco romano del 1855, come Altobelli Gioacchino, [da] Terni, [con studio a via] Margutta 48. Tuttavia era già evidente come il mercato della pittura di genere, a Roma, si stesse facendo sempre più avaro; per questo motivo, verso il 1858, Altobelli si associa ad un suo amico di origine spagnola anch'egli pittore, Pompeo Molins che avendo sposato la figlia di Ludovico Fausti, spedizioniere pontificio proprietario di un palazzetto a via di Fontanella Borghese 46, aveva aperto in casa del suocero uno studio fotografico.
Le relazioni presso l'amministrazione papalina del Fausti consentono ai due di divenire "fotografi ufficiali dell'Accademia Imperiale di Francia e delle opere d'arte della Ferrovia romana" - incarico particolarmente interessante in quanto la ferrovia conosceva, alla fine del regno di Pio IX, un grande sviluppo. A quegli anni risalgono molte vedute fotografiche di Roma. La società si scioglie però per ragioni ignote alla fine del 1865, e Altobelli crea a quel punto una nuova società denominata "Stabilimento fotografico Altobelli & C", e un proprio studio al 16 della Passeggiata di Ripetta. Altobelli inizia da questo momento a cimentarsi con la fotografia sperimentale, arrivando a concepire una nuova invenzione per l'applicazione del colore alle prove fotografiche; fiero del risultato ottenuto, Altobelli decide di richiedere una dichiarazione di proprietà; quest'ultima non gli viene però concessa a causa dell'opposizione del direttore della Cromolitografia Pontificia, Michele Stefano de Rossi, il quale sosteneva che la stessa invenzione fosse già stata concepita da tale Sig.Gregorio Mariani, pittore e disegnatore dello Stabilimento, non avente mai elaborato una richiesta di proprietà a causa del carattere ancora difettoso della tecnica. Nonostante la cocente delusione, Altobelli persevera nelle sue ricerche ed arriva a concepire un nuovo metodo per "eseguire in fotografia le vedute dei monumenti con effetto cielo", per la quale gli viene attribuito il brevetto nel 1866. Molte delle vedute da lui realizzate con tale invenzione vengono presentate all'Esposizione Universale di Parigi del 1867, riscuotendo un grande successo.
Successivamente, compare come direttore del "Premiato Stabilimento Fotografico di Enrico Verzaschi".
Si hanno sue notizie fino alla fine del 1878. Non sono noti il luogo e la data esatta della morte.

## Opere
Anche per il periodo in cui operò, le fotografie di Altobelli risultano particolarmente interessanti dal punto di vista documentale, come illustrazione della città di Roma nell'ultimo periodo di vita dello Stato pontificio e nella fase di passaggio al Regno d'Italia.
Altobelli sviluppò la propria attività sia come ritrattista che come paesaggista. Interessato allo sviluppo tecnologico della propria arte, richiese e ottenne alcuni brevetti, che aumentarono la sua notorietà romana e ne supportarono l'attività di ritrattista.
È interessante notare come la fotografia di Altobelli - soprattutto nel rappresentare siti archeologici e paesaggi - mantenga gran parte degli stilemi della tradizionale pittura di genere, nella costruzione dell'immagine, nell'ambientazione, nell'uso di figurine umane in posa destinate ad animare la composizione, e così via.

### Esposizioni
- 2005, San Francisco Museum of Modern Art (collective)
- 2005, Neue Pinakothek di Monaco di Baviera (collective)
- 2009, 7 aprile - 19 luglio, Visita l'Italia e muori, fotografia e pittura nell'Italia del XIX secolo, al Museo d'Orsay (collettiva)

## Galleria d'immagini

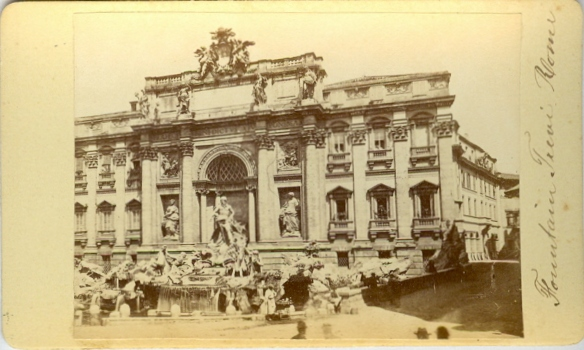
Roma - Fontana di Trevi, 1874
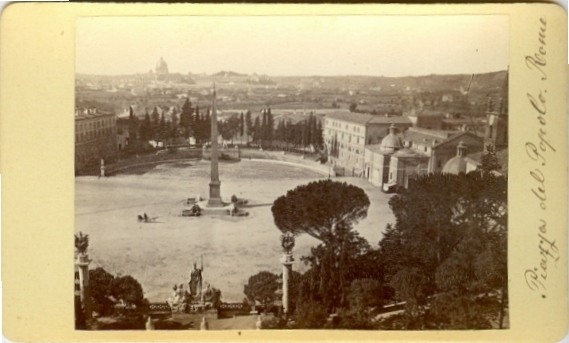
Roma - Piazza del Popolo, 1874
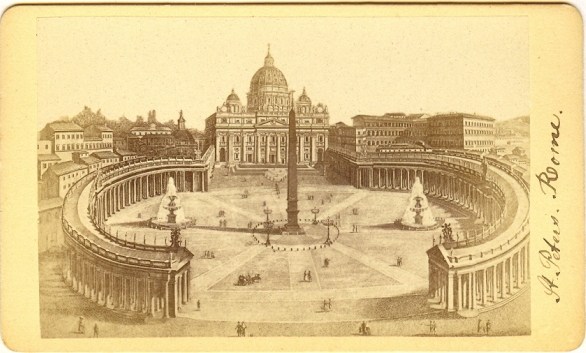
Roma - Basilica di San Pietro, 1874
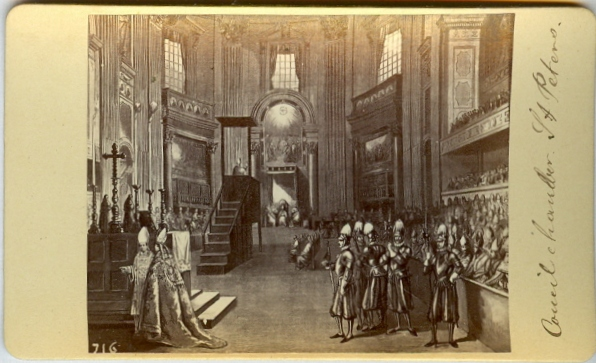
Roma - San Pietro, Sinodo, 1874